# 地方选举
地方选举是世界各地的一種主要选出地方政府首長、地方議會议员和其他地方公職人員的選舉。與國家層面的選舉相比，地方选举的政治色彩较弱，管理和服务色彩较浓，而且地方選舉規模較小。